# Andalucía Masters 2011

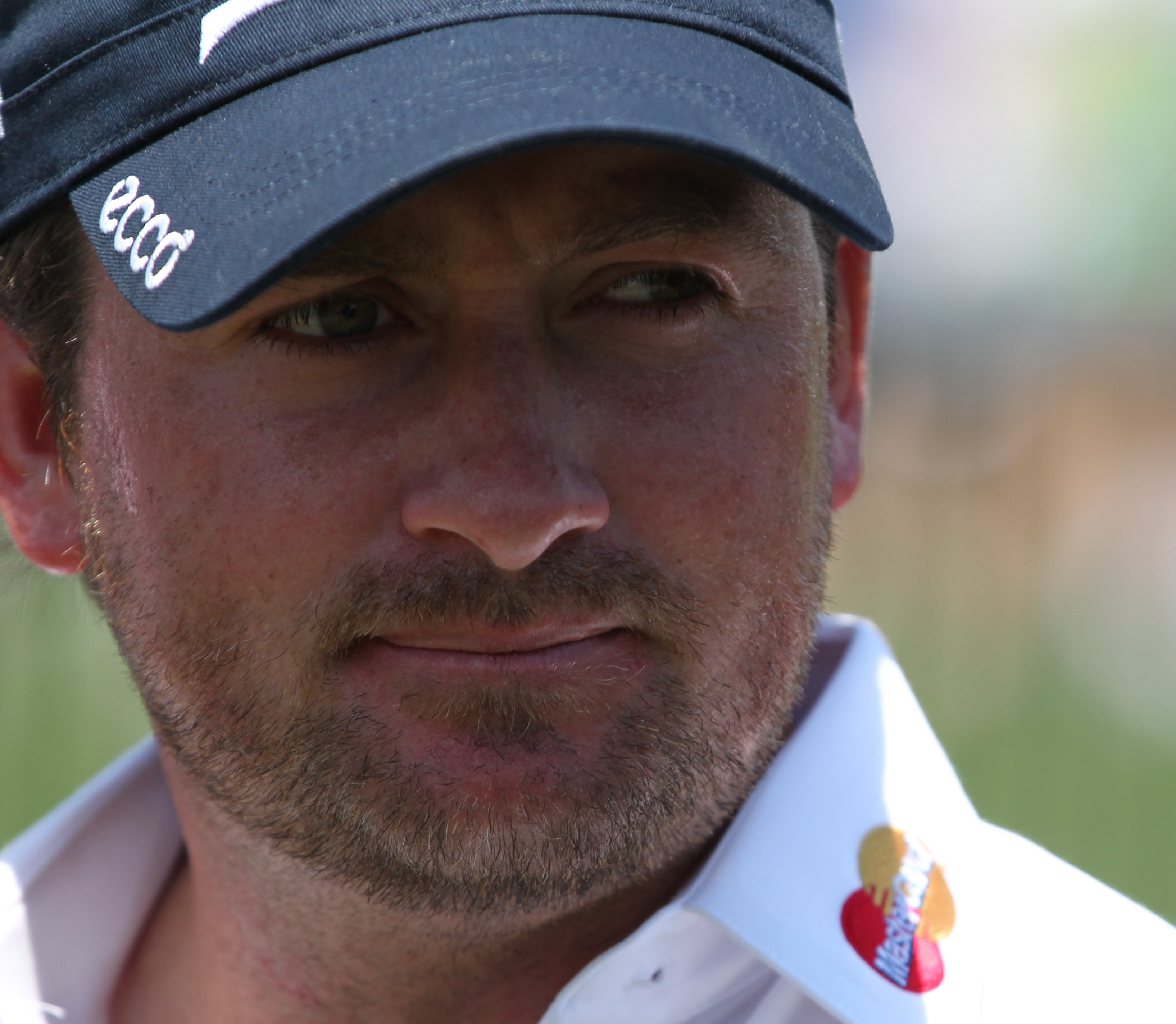
Graeme McDowell, titelverdediger

De Andalucía Masters 2011 werd op de baan van Valderrama gespeeld net als vroeger de Volvo Masters. In 2009 was er geen toernooi en daarna vond een doorstart plaats als Andalucía Masters. Het was niet meer het laatste toernooi van de Europese Tour, zoals vroeger, maar het werd nu het laatste toernooi in Europa van de Europese Tour. Hierna volgden nog zeven toernooien buiten Europa voordat het derde seizoens-afsluitende Dubai Wereldkampioenschap werd gespeeld.
Deze tweede editie van de Andalucía Masters werd gespeeld van 27-30 oktober, het prijzengeld was € 3.000.000, net als in 2010. De winnaar kreeg € 500.000. Sinds de start van de Volvo Masters in 1988 had nog nooit een Spanjaard dit toernooi gewonnen.
Luke Donald, toen de nummer 1 op de wereldranglijst (OWGR), was afwezig want hij wilde de geboorte van zijn tweede kind niet missen. Nummer 2 en 3, Rory McIlroy en Charl Schwartzel, speelden ook niet, dus Martin Kaymer, nu nummer 4, kreeg een goede kans op de lijst te stijgen. Als hij in de top-5 zou eindigen, zou hij  Schwartzel inhalen, maar zelfs als hij zou winnen zou hij McIlroy niet inhalen.

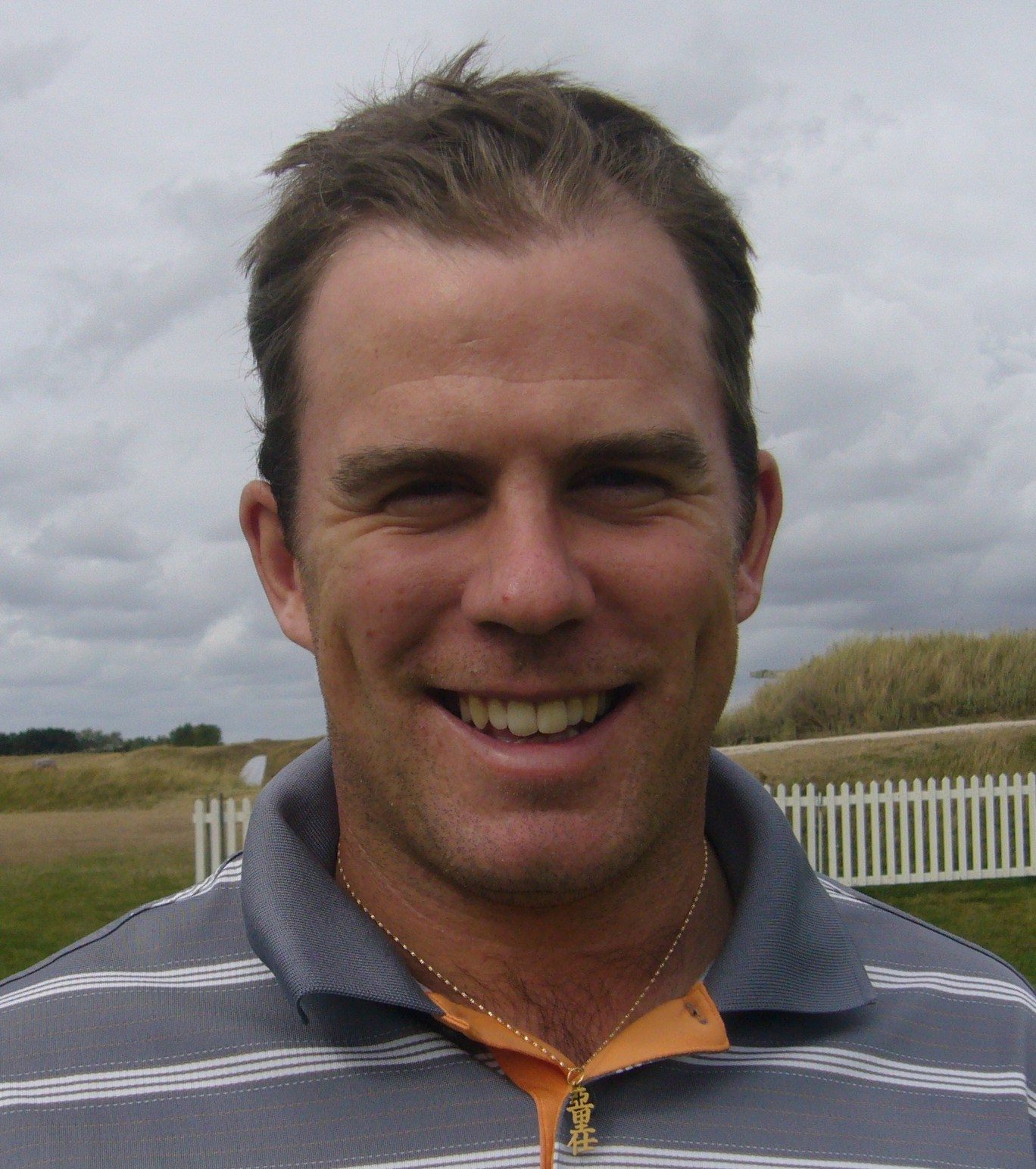
Richie Ramsay, leider ronde 1 en 2

| Naam                 | Score R1 | Score R1 | Nr  | Score R2 | Score R2 | Totaal | Nr  | Score R3 | Score R3 | Totaal | Nr  | Score R4 | Score R4 | Totaal | Totaal | Nr  |
| -------------------- | -------- | -------- | --- | -------- | -------- | ------ | --- | -------- | -------- | ------ | --- | -------- | -------- | ------ | ------ | --- |
| Sergio García        | 70       | -1       | T5  | 70       | -1       | -2     | 3   | 67       | -4       | -6     | 1   | 71       | par      | 278    | -6     | 1   |
| Miguel Angel Jiménez | 71       | par      | T9  | 70       | -1       | -1     | 4   | 68       | -3       | -4     | T2  | 70       | -1       | 279    | -5     | 2   |
| Richie Ramsay        | 65       | -6       | 1   | 72       | +1       | -5     | 1   | 73       | +2       | -3     | 4   | 71       | par      | 281    | -3     | T3  |
| Shane Lowry          | 72       | +1       | T15 | 71       | par      | +1     | T11 | 71       | par      | +1     | T6  | 67       | -4       | 281    | -3     | T3  |
| Steve Webster        | 75       | +4       | T51 | 72       | +1       | +5     | T26 | 66       | -5       | par    | 5   | 69       | -2       | 282    | -2     | 5   |
| Grégory Havret       | 68       | -3       | T3  | 71       | par      | -3     | 2   | 76       | +5       | +2     | T9  | 68       | -3       | 283    | -1     | 6   |
| Christian Nilsson    | 73       | +2       | T23 | 71       | par      | +2     | T13 | 65       | -6       | -4     | T2  | 75       | +4       | 284    | par    | T7  |
| Stephen Gallacher    | 67       | -3       | T3  | 76       | +5       | +2     | T13 | 70       | -1       | +1     | T6  | 73       | +2       | 287    | +3     | T12 |
| Ross Fisher          | 67       | -4       | 2   | 79       | +8       | +4     | T21 | 69       | -2       | +2     | T9  | 75       | +4       | 290    | +6     | T23 |
| Nicolas Colsaerts    | 74       | +3       | T43 | 75       | +4       | +7     | T44 | 70       | -1       | +6     | T26 | 72       | +1       | 291    | +7     | T28 |
| Robert-Jan Derksen   | 78       | +7       | T84 | 71       | par      | +7     | T44 | 71       | par      | +7     | T33 | 76       | +5       | 296    | +12    | T43 |
| Maarten Lafeber      | 72       | +1       | T15 | 77       | +6       | +7     | T44 | 75       | +4       | +11    | T44 | 75       | +4       | 299    | +15    | T47 |
| Joost Luiten         | 76       | +5       | T67 | 78       | +7       | +12    | MC  |          |          |        |     |          |          |        |        |     |

| Leider |  | Toernooirecord |  | MC = missed cut = cut gemist |

## De spelers
| - Thomas Aiken - Fredrik Andersson Hed - Thomas Bjørn - Richard Bland - Grégory Bourdy - Gary Boyd - Rafael Cabrera Bello - Alejandro Cañizares - Christian Cévaër - George Coetzee - Nicolas Colsaerts - Rhys Davies - Robert-Jan Derksen - Stephen Dodd - Andrew Dodt - Jamie Donaldson - Nick Dougherty - Bradley Dredge - David Drysdale - Rafa Echenique - Johan Edfors - Niclas Fasth - Gonzalo Fernández-Castaño - Kenneth Ferrie - Richard Finch | - Oliver Fisher - Ross Fisher - Mark Foster - Marcus Fraser - Stephen Gallacher - Sergio García - Ignacio Garrido - Tano Goya - Richard Green - Søren Hansen - Peter Hanson - Grégory Havret - Oskar Henningsson - Keith Horne - David Horsey - David Howell - Jeppe Huldahl - Raphaël Jacquelin - Miguel Ángel Jiménez - Michael Jonzon - Anthony Kang - Shiv Kapur - Martin Kaymer - Simon Khan - James Kingston | - Søren Kjeldsen - Maarten Lafeber - Pablo Larrazábal - Peter Lawrie - Thomas Levet - Shane Lowry - Joost Luiten - David Lynn - Matteo Manassero - Gareth Maybin - Graeme McDowell (2010) - Richard McEvoy - Ross McGowan - Damien McGrane - Edoardo Molinari - Francesco Molinari - James Morrison - Christian Nilsson - Alexander Norén - John Parry - Phillip Price - Alvaro Quiros - Richie Ramsay - Robert Rock - Justin Rose | - Brett Rumford - Marcel Siem - Graeme Storm - Scott Strange - Anthony Wall - Romain Wattel - Steve Webster - Peter Whiteford - Martin Wiegele - Danny Willett - Oliver Wilson - Fabrizio Zanotti - Matthew Zions Toernooi invitaties - Paul Cutler - Manuel Quiros - Paul McGinley - José María Olazabal Nationale ranglijst - Carlos Del Moral - Alvaro Velasco - Carl Suneson - Santiago Luna |